# Архиепархия Экс-ан-Прованса
Архиепархия Экс-ан-Прованса — (лат. Archidioecesis Aquensis, фр.  Archidiocèse d'Aix-en-Provence, полное название: Архиепархия Экс-ан-Прованса и Арля) — одна из архиепархий Католической церкви во Франции. Территория архиепархии распространяется на департамент Буш-дю-Рон за исключением города Марсель. Архиепархия суффраганна по отношению к митрополии Марселя. Центр епархии — город Экс-ан-Прованс.

## История
Епархия Экса одна из самых старых французских епархий. Традиция относит время её основания на 100 год и связывает с именем святого Максимина, который согласно преданию проповедовал в Провансе на рубеже I и II веков и стал первым епископом Экса. О нескольких следующих епископах неизвестно ничего, кроме их традиционных имён. Первым епископом Экса, чья историчность не вызывает сомнений, является епископ Лазарь (начало V века). В V веке епископом Арля, который в настоящее время также входит в архиепархию Экса, был святой Гонорат Арелатский. Около 500 года епархия Экса получила статус архиепархии, а в 794 году стала митрополией, причём состав подчинённых ей епархий многократно менялся.
В 1801 году к архиепархии Экс-ан-Прованса присоединена территория упразднённых епархий Арля, Марселя, Фрежюса, Тулона и Рье, после чего территория архиепархии стала распространяться на большую часть Прованса и Лазурного берега. В 1822 году архиепархия Марселя была восстановлена. В 2002 году архиепархия Экс-ан-Прованса потеряла статус митрополии и была подчинена Марсельской митрополии.

## Ординарии
...
- Альфонс Луи дю Плесси де Ришельё (27 апреля 1626 — 27 ноября 1628)
- Жан-Батист-Антуан де Бранкас (17 августа 1729 — 30 августа 1770);
- Жан-де-Дье-Раймон де Буажелен де Кюсе (17 июня 1771 — 7 ноября 1801);
- Жером-Мари Шампьон де Сисе (10 апреля 1802 — 19 августа 1810);

...
- Кристоф Дюфур (29 марта 2010 — 5 июля 2022);
- Кристиан Деларбр (5 июля 2022 — по настоящее время).

## В настоящее время
В настоящее время архиепархию возглавляет архиепископ Кристиан Деларбр, который был избран на этот пост 5 июля 2022 года.
Согласно статистике на 2006 год в архиепархии Экс-ан-Прованса 120 приходов, 179 священников, 92 монаха (в том числе 36 иеромонахов), 334 монахини и 14 постоянных диакона. Число католиков — 688 000 человек (около 80 % общего населения епархии).
Кафедральный собор архиепархии — Собор Святого Спасителя, носящая почётный статус «малой базилики». Кроме неё этот статус также есть у собора Святого Трофима в Арле, бывшего кафедрального собора Арльской епархии.